# Antron fleece
Con il termine antron fleece non si intende una marca bensì un tessuto in viscosa (derivata dalla cellulosa delle piante, dal cotone, dalla paglia, ecc.), con una parte variabile in genere dal 10 al 20% di fibra poliammidica, grazie alla quale ne garantisce la propria tipicità e prestazione. 
Inventato negli anni '60, in apparenza simile al pile, è un prodotto completamente differente, composto quasi unicamente da seta artificiale (viscosa) e solitamente dal 10 al 20% di fibra poliammidica (nylon), dalle ottime caratteristiche antipilling (anti pallini post lavaggio), eccezionale morbidezza ed elasticità. Conosciuto nel settore tessile utilizzato spesso per coperte e abbigliamento tecnico o capi griffati, rimane ancora un prodotto di nicchia e poco commercializzato in Italia.
Con il solo termine  "Antron" si intende la denominazione commerciale del nylon a sezione trasversale trilobata creato dalla multinazionale DuPont. La parola fleece ha diversi significati ma in ambito tessile può significare plaid solitamente in lana oppure pile. Antron Fleece trae il nome dal chiaro significato delle due parole.

## Caratteristiche

### Pregi
- Morbido
- Caldo
- Ottima resistenza all'usura
- Antipilling
- Elevato recupero elastico
- Facilità di tintura
- Buona solidità al colore
- Facilità di manutenzione

## Svantaggi
- Costo elevato
- Difficilmente reperibile in Italia